# 北九州高速4号線
北九州高速4号線（きたきゅうしゅうこうそく4ごうせん、Route 4）は、福岡県北九州市門司区の春日出入口から同市八幡西区の八幡ICに至る北九州高速道路の路線。

## 概要
門司区の春日出入口を起点とする。門司区・小倉北区・八幡東区・八幡西区を縦貫し、八幡西区の八幡ICに至る。金剛出入口から九州自動車道の八幡ICに接続しており、春日・大里出入口間で関門自動車道・九州道の門司ICに接続している。
路線自体は元々、旧日本道路公団管理の一般有料道路・「北九州道路」（春日～黒崎・国道3号バイパス）および「北九州直方道路」（黒崎～馬場山・国道200号バイパス）として建設され、1979年に全線開通し両道路が接続したもので、九州道の門司IC～八幡ICの供用開始以前は、門司IC・八幡ICどちらにも当該道路にて接続していることから、都市間高速道路としての役割も担っていた。北九州道路と北九州直方道路は、本来別々の有料道路だったが、物理的に連結していたことから、1986年9月1日以降、両道路を一つの道路とみなして料金を徴収する関連道路プール制（通称・北九州プール）が適用された。
1991年3月31日、両道路が日本道路公団から福岡北九州高速道路公社に譲渡され、北九州高速4号線となり、北九州都市高速のネットワークに組み込まれた。この時点で管理者が変更されたため、国道3号・国道200号の指定から外されている。
こうした歴史的経緯から、この道路には、ほかの都市高速道路の路線とは異なる点が多い。目立ったものは以下の通り。
- 最高速度は、春日～黒崎間（旧・北九州道路）は他路線と同じ60km/h規制だが、黒崎～馬場山間（旧・北九州直方道路）は80km/h規制である。
- 出入口は、富野（足立出入口がフルIC形式で代用される）、馬場山・金剛（終点付近）を除き、両方面に接続しているフルIC形式のものである。
- 国道3号・国道200号のバイパス道路として建設された経緯から丘陵地帯が多く、山地部を通行するため、トンネルも多い。
- パーキングエリアが、上り線・下り線各1箇所ずつ用意されている（上り線：富野PA、下り線：山路PA）。

## 接続高速道路
- E3 九州自動車道 （門司IC、八幡ICで接続）
- E2A 関門自動車道 （門司ICで接続）
- 北九州高速1号線 （紫川JCTで接続）
- 北九州高速5号線 （大谷JCTで接続）

## 出入口など
- 路線名の特記がないものは市道。

| 出入口番号 | 施設名               | 接続路線名                       | 起点から (km) | 備考                                                        | 所在地   |
| ---------- | -------------------- | -------------------------------- | ------------- | ----------------------------------------------------------- | -------- |
| 401        | 春日出入口           | 県道25号門司行橋線               | 0.0           |                                                             | 門司区   |
| (1)        | 門司IC               | E2A 関門自動車道 E3 九州自動車道 | 0.7           | 八幡方面のみ接続 都市高速から一般道との出入り不可           | 門司区   |
| 402/403    | 大里出入口           | 県道71号新門司港大里線           | 4.1           |                                                             | 門司区   |
| -          | 富野PA               | -                                |               | 門司方面                                                    | 小倉北区 |
| 404        | 富野出入口           | 小倉方面                         | 9.0           | 門司方面出入口                                              | 小倉北区 |
| 405/406    | 足立出入口           | 小倉方面                         | 11.1          |                                                             | 小倉北区 |
| 407        | 紫川JCT 紫川出入口   | 北九州高速1号線                  | 13.3          |                                                             | 小倉北区 |
| 408        | 山路出入口           |                                  | 15.5          |                                                             | 八幡東区 |
| -          | 山路PA               | -                                |               | 八幡方面                                                    | 八幡東区 |
| 409        | 大谷出入口 大谷JCT   | 北九州高速5号線                  | 20.0          |                                                             | 八幡東区 |
| -          | 高速皿倉山ケーブルBS | -                                |               |                                                             | 八幡東区 |
| 410/411    | 黒崎出入口           | 国道200号 国道211号              | 24.2          |                                                             | 八幡西区 |
| 412        | 小嶺出入口           | 国道211号                        | 28.0          |                                                             | 八幡西区 |
| -          | 千代ニュータウンBS   | -                                |               |                                                             | 八幡西区 |
| -          | 馬場山料金所         | 本線料金所                       |               | 門司方面本線料金所                                          | 八幡西区 |
| 413        | 馬場山出入口         | 国道200号                        | 30.6          | 門司方面出入口                                              | 八幡西区 |
| 414        | 金剛出入口           | 国道200号（直方バイパス）        | 31.0          | 門司方面出入口                                              | 八幡西区 |
| (4)        | 八幡IC               | E3 九州自動車道                  | 31.8          | 都市高速から一般道との出入り不可 九州道福岡方面との直結のみ | 八幡西区 |

## 歴史
- 1958年（昭和33年）10月17日 : 春日 - 大里間、国道3号バイパス（自動車専用道路）北九州道路として供用開始。
- 1961年（昭和36年）4月14日  : 大里 - 富野間供用開始。
- 1970年（昭和45年）10月31日 : 大谷 - 黒崎間供用開始。
- 1971年（昭和46年）7月5日  : 紫川 - 大谷間供用開始。
- 1973年（昭和48年）11月10日 : 富野 - 紫川間供用開始。11月14日関門橋が開通し、門司ICで直結。
- 1979年（昭和54年）3月8日  : 黒崎 - 馬場山間、国道200号バイパス（自動車専用道路）北九州直方道路として供用開始。同日開通の九州自動車道八幡ICで直結し、都市間高速道路として機能する。
- 1988年（昭和63年）3月31日  : 九州自動車道門司 - 八幡間が完成し、都市間高速道路としての役割を終える。
- 1991年（平成3年）3月31日  : 日本道路公団からの譲渡を受け、春日 - 馬場山間を北九州高速道路として供用開始。
- 1995年（平成7年）9月30日  : 山路出入口供用開始。同時に山路パーキングエリアも供用開始。
- 2001年（平成13年）7月2日  : 大谷ジャンクション供用開始。ジャンクション設置に伴い大蔵トンネルの拡張工事も実施[2]
- 2002年（平成14年）4月1日  : 帆柱ケーブルBS供用開始（2016年に高速皿倉山ケーブルBSに名称変更）。
- 2005年（平成17年）3月31日 : 金剛出口供用開始[3]。
- 2006年（平成18年）3月4日 : 金剛入口供用開始[3]。
- 2018年（平成30年）
  - 7月6日 - 7月10日 ： 平成30年7月豪雨により春日 - 足立間、黒崎 - 金剛間が被災。7月10日17時に通行止め解除（速度制限あり）[4]。
  - 10月31日 ： 猪倉トンネル、大蔵トンネル以外の6トンネルにおいてAMラジオ再送信を廃止[5]。

## 交通量
24時間交通量（台）　道路交通センサス
| 区間                                | 平成17（2005）年度 | 平成22（2010）年度 | 平成27（2015）年度 |
| ----------------------------------- | ------------------ | ------------------ | ------------------ |
| 春日出入口 - 門司IC                 | 15,897             | 13,410             | 8,270              |
| 門司IC - 大里出入口（北）           | 15,897             | 13,410             | 14,065             |
| 大里出入口（北） - 大里出入口（南） | 15,897             | 13,410             | 14,065             |
| 大里出入口（南） - 富野出入口       | 22,848             | 18,828             | 19,758             |
| 富野出入口 - 足立出入口（北）       | 22,848             | 18,828             | 16,979             |
| 足立出入口（北） - 足立出入口（南） | 57,284             | 44,455             | 24,536             |
| 足立出入口（南） - 紫川JCT/出入口   | 57,284             | 44,455             | 24,536             |
| 紫川JCT/出入口 - 山路出入口         | 57,284             | 44,455             | 47,459             |
| 山路出入口 - 大谷JCT/出入口         | 57,284             | 44,455             | 47,645             |
| 大谷JCT/出入口 - 黒崎出入口（東）   | 61,700             | 44,484             | 42,406             |
| 黒崎出入口（東） - 黒崎出入口（西） | 61,700             | 44,484             | 42,406             |
| 黒崎出入口（西） - 小嶺出入口       | 61,700             | 44,484             | 34,887             |
| 小嶺出入口 - 馬場山出入口           | 31,556             | 28,974             | 30,082             |
| 馬場山出入口 - 金剛出入口           | 31,556             | 28,974             | 29,133             |
| 金剛出入口 - 八幡IC                 | 31,556             | 28,974             | 29,133             |

（出典：「平成22年度道路交通センサス」・「平成27年度全国道路・街路交通情勢調査」（国土交通省ホームページ）より一部データを抜粋して作成）
- 令和2年度に実施予定だった交通量調査は、新型コロナウイルスの影響で延期された[6]。